# John Reed
John Reed (ur. 22 października 1887 w Portland, zm. 19 października 1920 w Moskwie) – amerykański dziennikarz, publicysta, komunista.
Zdobył sławę jako autor bezpośrednich relacji z rewolucji meksykańskiej. W 1917 wraz z żoną Louise Bryant wyjechał jako reporter do Rosji, gdzie był świadkiem rewolucji październikowej, którą relacjonował dla prasy amerykańskiej, a następnie opisał w książce Dziesięć dni, które wstrząsnęły światem (1919). Po powrocie do USA współzałożyciel Komunistycznej Partii Stanów Zjednoczonych. Został także członkiem Komitetu Wykonawczego Międzynarodówki Komunistycznej i brał udział w licznych akcjach propagandowych w USA i Rosji, dokąd ponownie przyjechał w 1920.
Zmarł na tyfus w Moskwie, mając 33 lata. Był pierwszym Amerykaninem pochowanym przy murze Kremla.
Na podstawie historii życia Johna Reeda powstał film fabularny Czerwoni (1981) Warrena Beatty'ego. Obraz zdobył 12 nominacji do Oscara i 3 statuetki.